# Daihatsu Charade

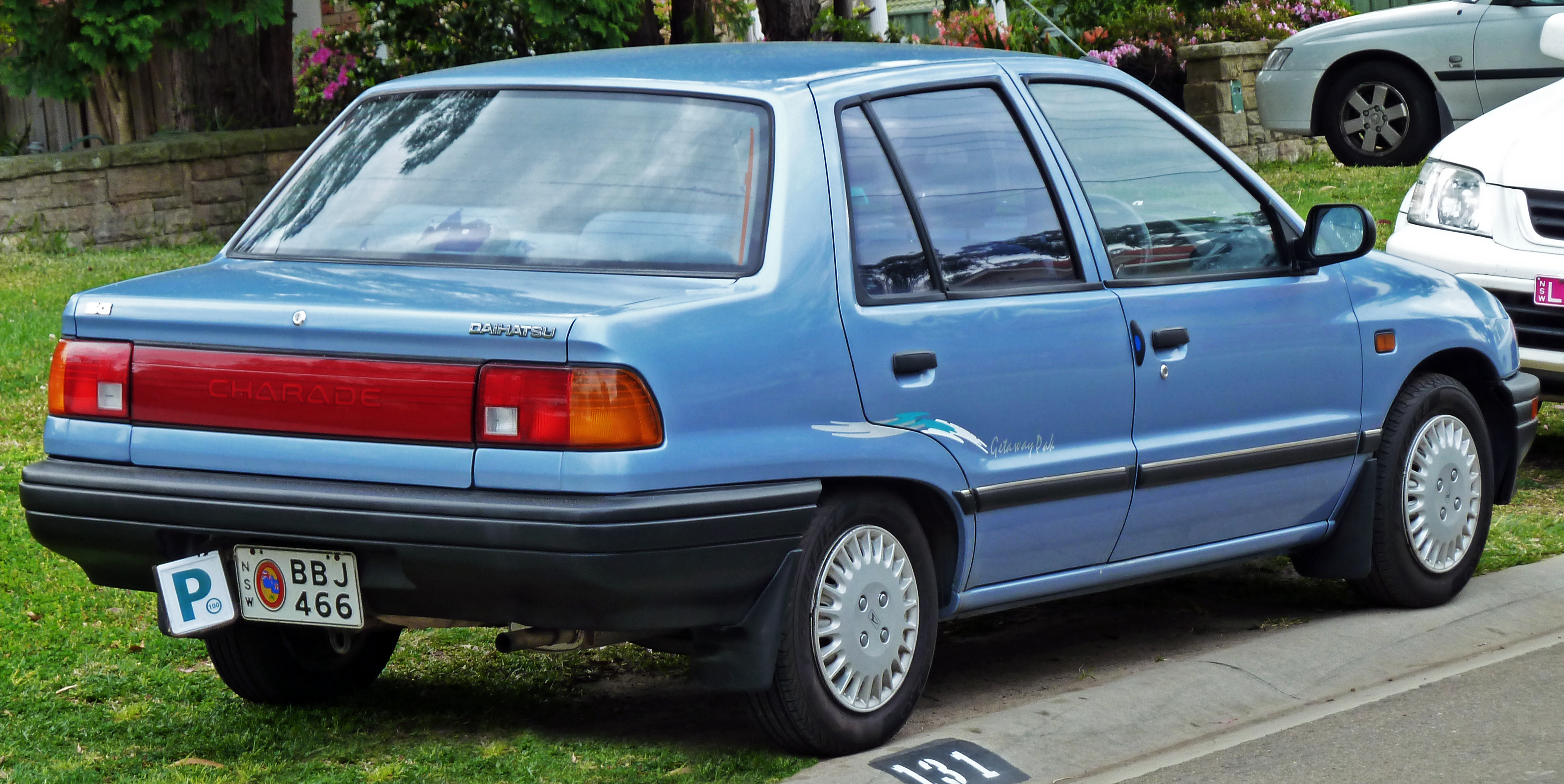
Sedan - III generacja

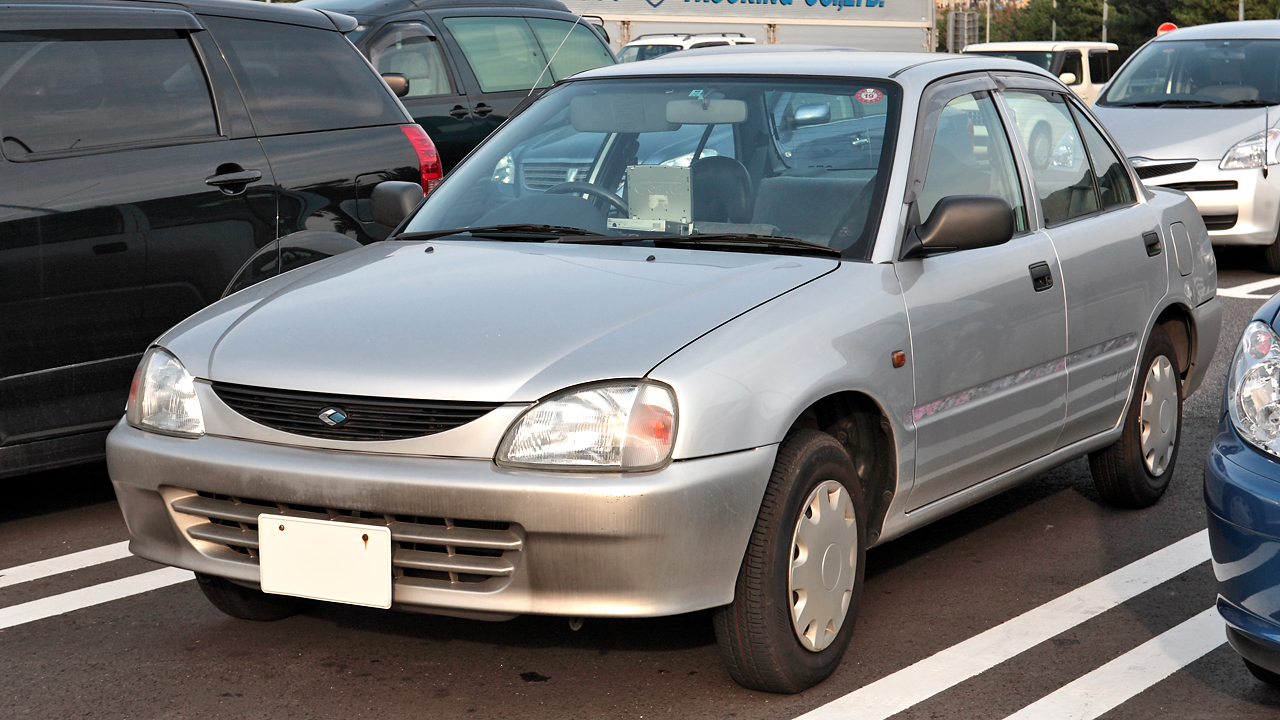
IV generacja

Daihatsu Charade – subkompaktowy samochód osobowy produkowany przez japońską firmę Daihatsu w latach 1977-2000. Dostępny jako 3- i 5-drzwiowy hatchback oraz 4-drzwiowy sedan. Do napędu używano silników R3 oraz R4. Moc przenoszona była na oś przednią poprzez 5-biegową manualną bądź 4-biegową automatyczną skrzynię biegów. Powstały cztery generacje Charade. Samochód został zastąpiony przez model Sirion.

## Dane techniczne ('87 1.0 TD )

### Silnik
- R3 1,0 l (993 cm³), 2 zawory na cylinder, SOHC, turbo
- Układ zasilania: pompa wtryskowa
- Średnica cylindra × skok tłoka: 76,00 mm × 73,00 mm
- Stopień sprężania: 21,5:1
- Moc maksymalna: 48 KM (35 kW) przy 4800 obr./min
- Maksymalny moment obrotowy: 85 N•m przy 2300 obr./min

### Osiągi
- Przyspieszenie 0-80 km/h: 13,9 s
- Przyspieszenie 0-100 km/h: 20,9 s
- Czas przejazdu pierwszych 400 m: 22,0 s
- Czas przejazdu pierwszego kilometra: 41,3 s
- Prędkość maksymalna: 129 km/h

## Dane techniczne ('91 1.3)

### Silnik
- R4 1,3 l (1295 cm³), 4 zawory na cylinder, DOHC
- Układ zasilania: wtrysk wielopunktowy
- Średnica cylindra × skok tłoka: 76,00 mm × 71,40 mm
- Stopień sprężania: 9,5:1
- Moc maksymalna: 90 KM (66 kW) przy 6500 obr./min
- Maksymalny moment obrotowy: 102 N•m przy 3900 obr./min

### Osiągi
- Przyspieszenie 0-100 km/h: 8,9
- Prędkość maksymalna: 189 km/h